# Johan Frederik Gronovius
Jan Frederik Gronovius (también llamado Jan Fredrik Bronovius y Johannes Fredericus) (10 de febrero de 1686, Leiden – 10 de julio de 1762, ibíd.) fue un botánico holandés notable como profesor de Carlos Linneo.
John Clayton, un recolector de flora de Virginia le envía muchos especímenes hacia los 1730s, así como de descripciones. Sin el conocimiento de Clayton, aunque lo cita, Gronovius usa el material en su Flora Virginica, de 1739-1743, con 2.ª ed. en 1762.
En 1737 Gronovius describe la dalia de Transvaal, nombrándola con el nombre de un amigo de Linneo "Traugott Gerber": Gerbera.
Era hijo de Jakob Gronovius y nieto de Johann Friedrich Gronovius, ambos escolásticos clásicos.
En 1719, se casa con Margaretha Christina Trigland, que fallece en 1726, y con Johanna Susanna Alensoon en 1729. Su hijo Laurens Theodoor Gronovius (1730-1777) fue también botánico.

## Obra
- Disputatio medico-botanica inauguralis camphorae historiam exhibens.... Leiden, 1715
- Flora Virginica exhibens plantas quas V. C. Johannes Clayton in Virginia observavit atque collegit. Leiden, 1739-1743
- Index supellectilis lapideae: quam collegit, in classes & ordines digessit, specificis nominibus ac synonymis illustravit. Leiden, 1750
- Flora orientalis, sive, Recensio plantarum quas botanicorum coryphaeus Leonardus Rauwolffus, medicus augustanus, annis 1573, 1574, & 1575, in Syria, Arabia, Mesopotamia, Babylonia, Assyria, Armenia & Judaea crescentes observavit, & collegit earumdemque ducenta specimina, quae in bibliotheca publica Lugduno-Batava adservantur, nitidissime exsiccata & chartae adglutinata in volumen retulit. Leiden, 1755

## Honores

### Eponimia
Géneros
- (Hernandiaceae) Gronovia Blanco[1]

- (Loasaceae) Gronovia L.[2]